# Vestuari
|  | Aquest article tracta sobre el conjunt de peces de vestir. Si cerqueu el lloc per a canviar-se de roba, vegeu «vestidor». |

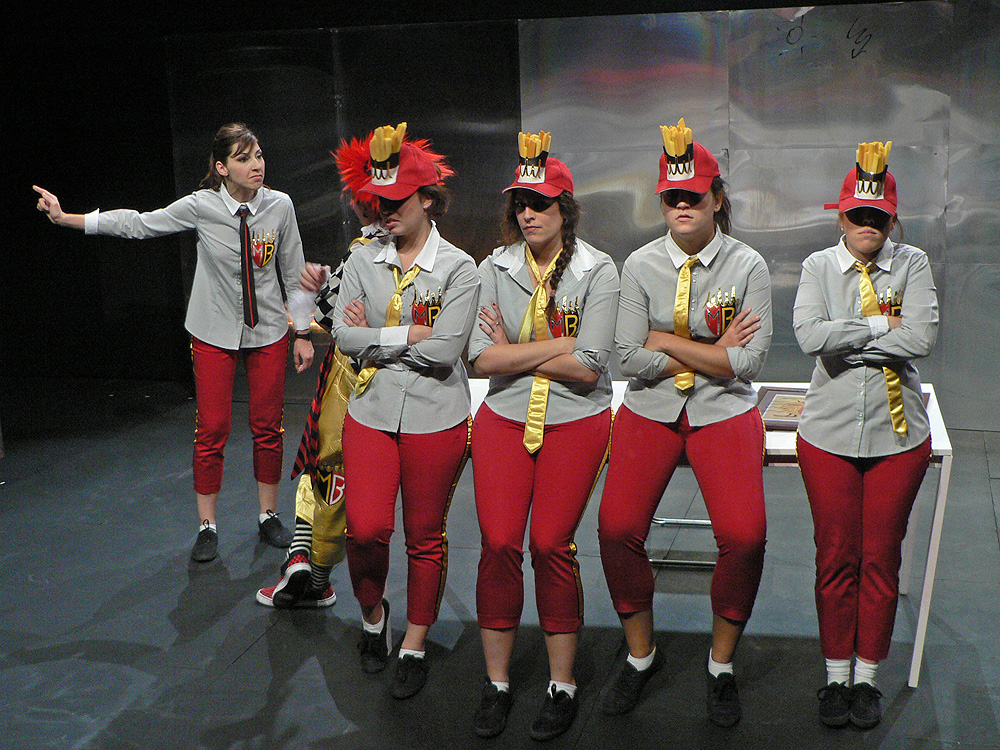
Vestuari teatral realitzat per Iztok Hrga, per a l'obra "McBeth con queso" de la companyia "La Guapa".

El vestuari és el conjunt de roba d'una persona o grup. El vestuari està subjecte a la moda i és un reflex de la personalitat individual i els codis de pudor i bellesa d'una cultura. També s'anomena vestuari la roba destinada a una obra teatral o fílmica, que contribueix a ambientar l'acció i, juntament amb el maquillatge, caracteritza el personatge i li dona més versemblança. Per a diferenciar-ho, en les arts escèniques i audiovisuals el vestuari es diu "camerino", que també és l'habitació on els actors es canvien. Els dissenyadors del vestuari per a obres de teatre o cinema es diuen figurinistes.
Malgrat la similitud de mots, no s'ha de confondre el vestuari amb el vestidor, o sala per a vestir-se, pròpia tant de domicilis privats com de gimnasos i equipaments esportius, i equivalent d'allò que en les botigues de roba s'anomena emprovador.